# Mann & Grimmer M.1
Le Mann & Grimmer M.1 était un prototype britannique d'avion de chasse biplace conçu pendant la Première Guerre mondiale. Créé par Reginald F. Mann, il s’agissait d’un biplan monomoteur propulsé par un moteur en étoile placé dans le nez de l’appareil, qui entraînait deux hélices propulsives via un système de transmission complexe. Cette configuration permettait un champ de tir dégagé pour le mitrailleur placé à l’avant, assurant une meilleure protection de l’avion tout en cherchant à combiner maniabilité et puissance de tir. Le seul prototype construit fut assemblé en février 1915 à l’aérodrome de Hendon et effectua son premier vol le 19 février. Initialement équipé d’un moteur Anzani de 100 ch, il se révéla sous-motorisé avec une vitesse maximale de 70 mph. Après l'installation d'un moteur de 125 ch et des modifications successives, il parvint à atteindre 85 mph. Cependant, des problèmes techniques, notamment avec la transmission, ralentirent les essais, et le prototype fut finalement détruit lors d’un atterrissage forcé en novembre 1915. Et donc, le Mann & Grimmer M.1 a été un prototype prometteur, mais en raison de ses défis mécaniques majeurs, notamment ceux liés à la conception et à l'installation de son moteur radial Anzani de 125 chevaux, il n'a jamais pu être produit.Une version améliorée, le Mann & Grimmer M.2, fut envisagée, mais faute de financement, son développement fut abandonné.

## Historique
- 1913 : Reginald F. Mann, un talentueux concepteur de modèles réduits, fonde la société "Mann & Grimmer" à Surbiton, Londres, avec son professeur Robert P. Grimmer, pour produire des modèles réduits à échelle commerciale.
- Août 1914 : Début de la Première Guerre mondiale, incitant Mann à concevoir un avion de chasse armé et biplace. Il souhaite combiner le champ de tir dégagé des avions à hélice arrière (configuration poussée) avec les performances des avions à hélice avant (configuration tracteur).
- Février 1915 : Assemblage du prototype M.1 à l’aérodrome de Hendon. Équipé d'un moteur radial Anzani de 100 ch, le M.1 est prêt pour ses premiers essais en vol.
- 19 février 1915 : Premier vol du M.1. Le prototype rencontre des problèmes techniques liés à sa transmission par chaîne, compliquant les essais.
- 29 juin 1915 : Pour améliorer ses performances, le moteur du M.1 est remplacé par un Anzani de 125 ch. Les essais se poursuivent, et des modifications successives sont apportées au prototype pour en améliorer les performances.
- Fin 1915 : Le M.1 atteint une vitesse de pointe de 85 mph (137 km/h), mais les problèmes mécaniques persistent, notamment avec le boîtier de vitesses.
- 16 novembre 1915 : Le prototype est détruit lors d'un atterrissage forcé pendant une tentative de record d'altitude britannique, causée par une défaillance du boîtier de vitesses.
- Post-1915 : Mann envisage un modèle amélioré, le Mann & Grimmer M.2, avec une vitesse projetée de 100 mph (161 km/h). Cependant, un manque de fonds entraîne l'abandon de ce projet.

## Caractéristiques

### Caractéristiques générales
- Équipage : 2 (pilote et observateur)
- Longueur : 7,92 m (26 ft 5 in)
- Envergure : 10,36 m (34 ft 9 in)
- Surface alaire : 29,92 m² (322 ft²)
- Poids à vide : 953 kg (2 100 lb)
- Poids en charge : 1 270 kg (2 800 lb)

### Propulsion
- Moteur : 1 moteur radial Anzani 10-cylindres (en)
- Puissance initiale : 100 ch (début 1915)
- Puissance améliorée : 125 ch (à partir de juin 1915)
- Configuration de l'hélice : Hélices en configuration poussée, entraînées par un arbre de transmission et un boîtier de vitesses complexe

### Performances
- Vitesse maximale initiale : 70 mph (113 km/h) avec moteur de 100 ch
- Vitesse maximale après amélioration : 85 mph (137 km/h) avec moteur de 125 ch (juin 1915)
- Temps de montée : 3 minutes pour atteindre 3 000 pieds (915 m)
- Endurance : Environ 4 heures 30 minutes

### Armement
- Armement principal : 1 mitrailleuse Lewis de calibre .303 in montée sur pivot, offrant un champ de tir dégagé pour l’observateur.